# Dendropsophus nanus
Dendropsophus nanus es una especie de anfibios de la familia Hylidae.
Habita en Argentina, Bolivia, Brasil, Paraguay, Uruguay y posiblemente Perú.
Sus hábitats naturales incluyen bosques tropicales o subtropicales secos, montanos secos, sabanas secas y húmedas, zonas secas de arbustos, zonas de arbustos, praderas parcialmente inundadas, marismas de agua dulce, corrientes intermitentes de agua, pastos, jardines rurales, zonas previamente boscosas ahora muy degradadas, canales y diques.